# Градизький повіт
Гради́зький пові́т (до 1789 — Городи́ський) — адміністративно-територіальна одиниця Російської імперії, утворена 16 вересня 1781 року у складі Київського намісництва під назвою Городиський з 4-х сотень Лубенського полку, 3-х сотень Переяславського полку, Городиської та частини Хорольської сотні Миргородського полку. Повітовий центр — Городище (з 1 червня 1789 — Градизьк).

## Історія
Повіт виник на місці Горошинської, Жовнинської, Лукомської і Чигирин-Дібровської сотень Лубенського полку, Іркліївської, Каневської і Кропивнянської сотень Переяславського полку, Городиської та частини Хорольської сотні Миргородського полку.
Простягався уздовж лівого берега Дніпра. Територією повіту протікала і впадала у Дніпро річка Сула та кілька менших річок: Крилеїв, Кропивна, Бурімка, Крива Руда, Кагамлик, Омельничок (Омельник), Погоріле, Золотоноша тощо. Ґрунти: чорнозем і супісок. Більшість населення займалася землеробством, певна частина ремісникувала (ткацтво, шевство, шаповальство, кравецтво, виготовлення музичних інструментів), а деякі жителі чумакували: їздили в Таврію та інші місця по сіль і рибу. За описами 1775-86 рр. Градизький повіт налічував 172 поселення, включаючи, крім Городища, ще 4 містечка, 62 села, 106 хуторів і 67 поміщицьких особняків. За півтори версти від Городища на горі Пивиха містився Пиво-Гродиський Миколаївський (Городиський Пивогорський Миколаївський) монастир, підпорядкований Києво-Микільському монастиреві. Діяли 52 парафії.
За переписом 1787 року у повіті було: 4 містечка, 37 хуторів, 35 млинів, 53 церкви. Склад населення: священно- і церковнослужителів — 170, дворянських сімей — 88, жителів-різночинців — 365, козаків — 16 530, казенних селян — 4399, власницьких — 10 657, підсусідків — 2365, циган — 44. Загалом у місті та повіті налічувалося 37 726 душ (чоловічої статі). З 30 квітня 1789 м. Городище і повіт підпорядковано Катеринославському намісництву, а з 1 червня 1789 у Городище переведено з Кременчука і повітові установи. Тоді місто дістало нову офіційну назву Градизьк, а повіт почав називатися Градизький.
Царським указом від 30 листопада 1796 у зв'язку зі створенням Малоросійської губернії Градизький повіт було розформовано, а основну частину його території включено до складу Золотоніського і Кременчуцького повітів.